# NGC 517
NGC 517 é uma galáxia lenticular (S0) localizada na direcção da constelação de Pisces. Possui uma declinação de +33° 25' 44" e uma ascensão recta de 1 horas, 24 minutos e 43,8 segundos.
A galáxia NGC 517 foi descoberta em 13 de Setembro de 1784 por William Herschel.